# Hanne Dahl

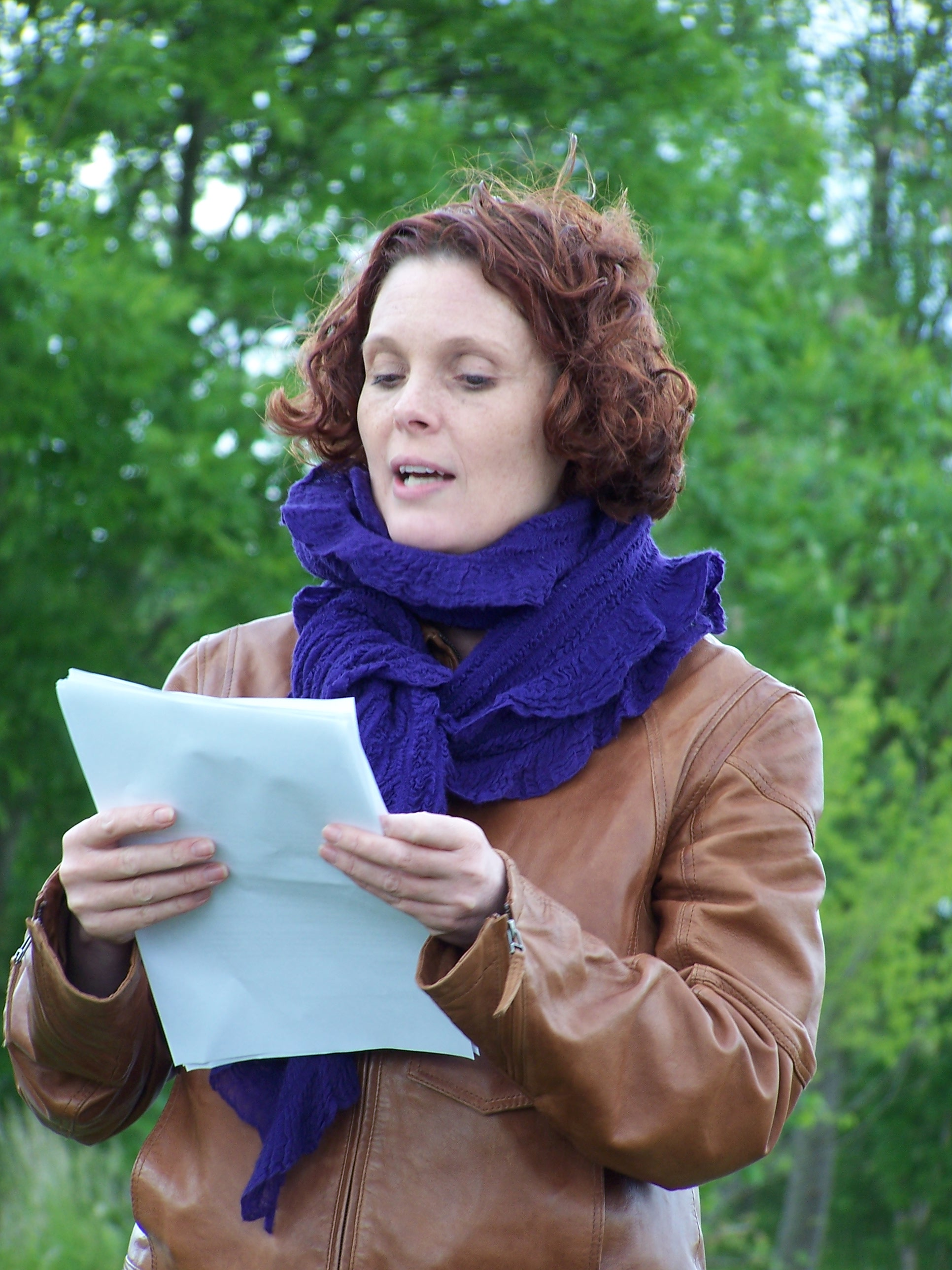
Hanne Dahl (2009)

Hanne Dahl (* 30. August 1970 in Aalborg) ist eine dänische Politikerin (Junibevægelsen) und war von Mai 2008 bis 2009 Mitglied des Europäischen Parlaments, wo sie der Fraktion Unabhängigkeit und Demokratie angehörte. 
Am 9. Mai 2008 rückte sie für den ausgeschiedenen Europaabgeordneten Jens-Peter Bonde ins Europäische Parlament nach. Im Oktober 2008 wurde sie zusammen mit Nigel Farage zu einem der beiden Ko-Vorsitzenden ihrer Fraktion gewählt. Damit löste sie Kathy Sinnott ab. In der 7. Wahlperiode gehörte sie dem Europaparlament nicht mehr an.